# Mick de Lint
Mick de Lint (Amsterdam, 18 december 1981) is een Nederlandse acteur en reclamefilmmaker.
De Lint volgde theateropleidingen aan de Vancouver Film School en Circle in the Square School in New York. In Amerika was hij te zien in de film Prime, naast Uma Thurman en Meryl Streep. Na een aantal rollen in televisieseries en films ging hij aan de slag als reclamefilmmaker. De Lint is een zoon van acteur Derek de Lint.

## Filmografie

### Film
- Prime (regie: Ben Younger) (2005)
- Wounds (regie: Doris Yueng)
- Lost on the map (regie: Sasha Nathwani) (2008) – Sammy
- Ver van familie (regie: Marion Bloem) (2008)
- Unplugged – Jim (2009)
- Collapsus - Jack (2010)

### Televisie
- Goede tijden, slechte tijden – Jochem van der Zee (2008)
- Deadline – David Cox (2008)
- Flikken Gent – Wesley Vreeswijk (2009)
- Onderweg naar Morgen – Jasper Klein (2009–2010)
- Hallo K3! – Joeri (2011)